# Magic Circle Music
Magic Circle Music é uma gravadora independente americana formada em 2005 por Joey DeMaio. É responsável pela gravação de discos exclusivamente de heavy metal.

## História
Magic Circle Music foi fundada pelo baixista do Manowar Joey DeMaio em 2005. O nome foi inspirado na obra Der Ring des Nibelungen de Richard Wagner. O objetivo do selo era dar ao Manowar completo controle criativo de sua operação, porém abrange outras bandas.
Em 2007 DeMaio se envolveu em uma batalha jurídica com Rhapsody of Fire. Devido a isto, a divulgação de qualquer novo material da banda foi suspenso até 18 de Novembro de 2009, quando assinou com a Nuclear Blast e anunciou que estará trazendo um novo álbum em Abril de 2010.

## Artistas[1]
- Bludgeon
- David Shankle Group
- Feinstein
- Guardians of the Flame
- HolyHell
- Jack Starr's Burning Starr
- Luca Turilli
- Luca Turilli's Dreamquest
- Metal Force (ex "Majesty")
- Manowar
- Rhapsody of Fire (ex "Rhapsody")